# Bogdałów-Kolonia
Bogdałów-Kolonia – kolonia w Polsce położona w województwie wielkopolskim, w powiecie tureckim, w gminie Brudzew.
W latach 1975–1998 miejscowość administracyjnie należała do województwa konińskiego.
W miejscowości znajduje się zbiornik retencyjny Bogdałów, powstały w wyrobisku końcowym po odkrywce Bogdałów Kopalni Węgla Brunatnego "Adamów".